# Lourfa
Lourfa är en ort i Burkina Faso.   Den ligger i provinsen Province du Bam och regionen Centre-Nord, i den centrala delen av landet, 130 km norr om huvudstaden Ouagadougou. Lourfa ligger 330 meter över havet och antalet invånare är 1 363.
Terrängen runt Lourfa är platt, och sluttar österut. Närmaste större samhälle är Tèmnaoré, 16,7 km sydväst om Lourfa.
Trakten runt Lourfa består i huvudsak av gräsmarker. Runt Lourfa är det ganska tätbefolkat, med 129 invånare per kvadratkilometer.